# カタルーニャ共和国

カタルーニャ共和国
República Catalana

国の標語：なし
国歌：収穫人たち

カタルーニャ共和国（カタルーニャ語: República Catalana）は、スペイン、カタルーニャで過去に5度成立が宣言された共和国である。直近では、独立宣言が2017年10月10日に署名され、10月27日に議会によって承認された。
2017年の一方的独立宣言に関しては、スペイン中央政府と憲法裁判所が直後に独立宣言の無効を宣言し、2023年9月末において事実上の独立にも至っておらず、どの国家からも承認されていない。（後述）

## 17世紀
収穫人戦争さなかの1641年1月17日、スペイン中央政府と決別し、カタルーニャ共和国成立が宣言された。しかしわずか一週間後、フェリペ4世軍が侵攻してきたため、ジャナラリター・デ・カタルーニャ（カタルーニャ独自の議会常設代表部。現在はカタルーニャ自治州政府のことを指す）の長であったパウ・クラリス（en:Pau Claris）は、1月23日にフランス王ルイ13世をバルセロナ伯とすることを決定した（1643年にルイ13世が死ぬと、ルイ14世が1652年までバルセロナ伯を名乗った）。これにより、カタルーニャはフランス王国の属国となることを選択したのである。

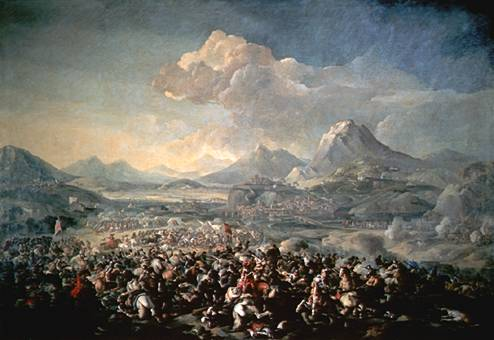
ムンジュイックの戦い

1641年1月26日、ムンジュイックの戦い（es:Batalla de Montjuic (1641)）でカタルーニャ＝フランス連合軍はスペイン軍に勝利し、退却させた。しかし勝利から1ヵ月後、クラリスが急死した。カタルーニャの背後にそびえるピレネー山脈をめぐり、スペインとフランスの争いは続いた。カタルーニャはフランスの侵略戦争の戦場となった。フェリペ4世は、収穫人戦争、ポルトガル王政復古戦争を収拾できない宰相・オリバーレス伯公爵ガスパール・デ・グスマンを罷免した（1643年）。三十年戦争は1648年のヴェストファーレン条約で終わり、これによってヨーロッパ中央部にあったスペイン領が失われ、フランスはスペインへの関心を失った。カタルーニャはフランスの協力を望めなくなり、やがては飢餓と疫病が起きた。フェリペ4世はフアン・ホセ・デ・アウストリアを派遣し鎮圧に成功し、カタルーニャ憲法の遵守を約束し譲歩したことで、1652年に戦争は終結した。しかしこれは完全なる平和とはならなかった。
1659年、フェリペ4世はルイ14世とピレネー条約を結び、カタルーニャ憲法に明記された国境を無効とし、ルサリョー伯領（現在のルシヨン）とサルダーニャ北部がフランスに割譲された。

## 19世紀
アマデオ1世退位後の1873年2月、バルセロナ出身の政治家アスタニスラウ・フィゲーラス（ca）が、スペイン共和国の初代大統領に選出された。自身の所属する政党内の内部対立、経済危機、そして一方的に非公式なスペイン連邦内でのカタルーニャ共和国成立を宣言したために混乱が起きた。カタルーニャに対し、軍隊の解散が約束されたことで事態が収拾され、同年6月にフィゲーラスは退陣した。カタルーニャ人政治家フランセスク・ピ・イ・マルガイ（es）が後任の大統領となり、フィゲーラスはフランスへ亡命した。彼は1873年終わりに、そこで崩壊した連邦党を再び立て直そうとしたが、不成功に終わった。

## 20世紀

### 1931年

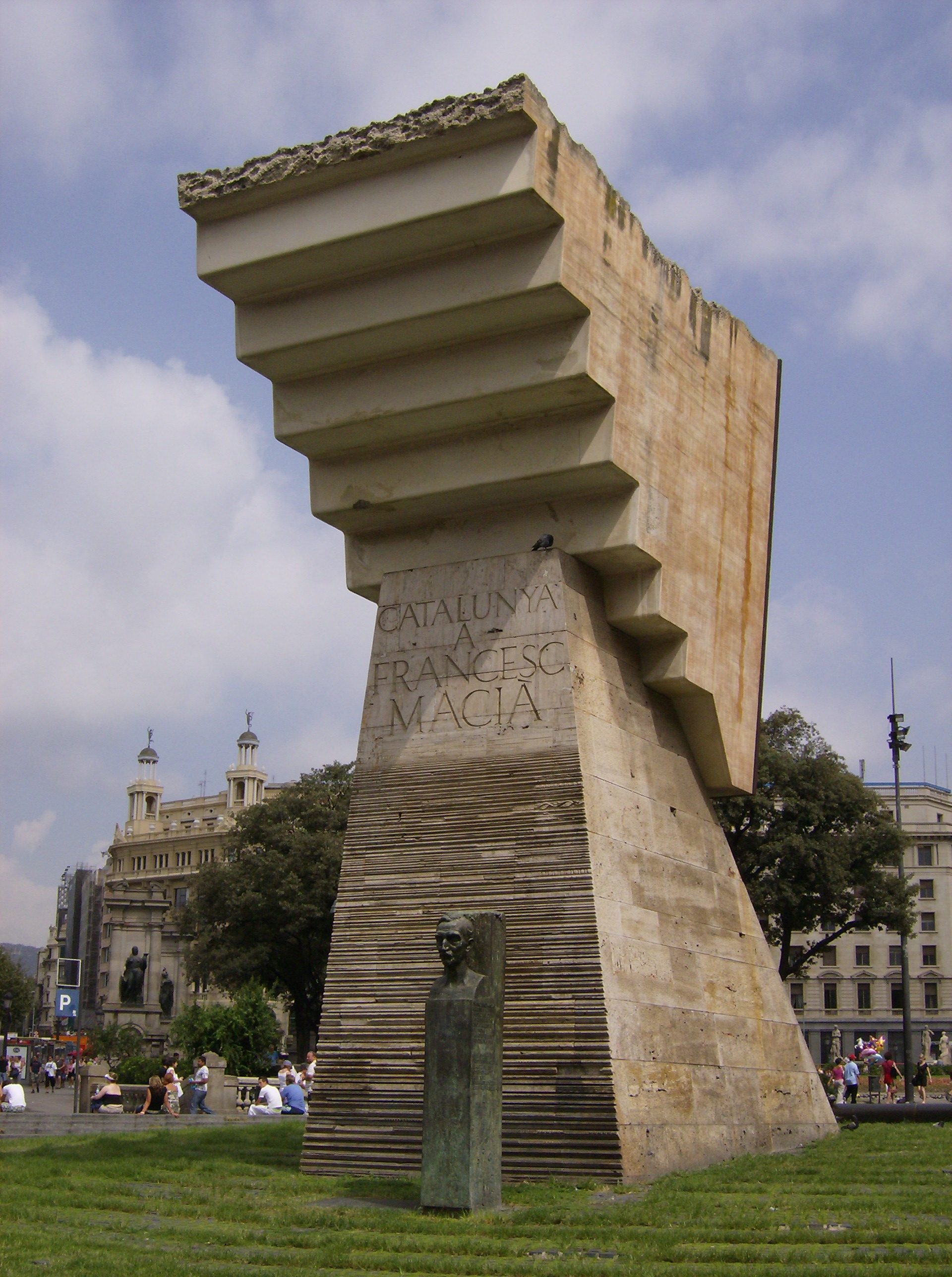
カタルーニャ広場にあるマシアーの記念碑

1931年4月の地方選挙結果でアルフォンソ13世は退位し、躍進したカタルーニャ共和主義左翼（es、略称ERC）の党首フランセスク・マシアー（es:Francesc Macia）は、4月14日、バルセロナのジャナラリター宮殿バルコニーにて、イベリア連邦内でのカタルーニャ共和国の成立を宣言した。この宣言はスペイン第二共和政の暫定政府を刺激することとなり、連邦制度内でのカタルーニャの独立は撤回させられ、替りに自治政府としてのジャナラリターの復活が認められた。カタルーニャ自治憲法が1932年に発令された。マシアーは122代目のジャナラリター首班に選出され、1933年に亡くなるまで務めた。

### 1934年
アストゥリアス州で起きた左派革命（es）と同時期である1934年10月6日、新たにジャナラリター首班となったERCのリュイス・クンパンチが、スペイン連邦共和国内でのカタルーニャ国家成立を宣言した。この事態に対してスペイン政府は軍を投入しすばやく対処した。クンパンチら自治政府閣僚を解任し逮捕したのである。30年の懲役刑を宣告されるが、1936年の選挙で左派の人民戦線が勝利したため、彼は新政権によって釈放された。
1936年から1939年のスペイン内戦後、フランシスコ・フランコ政権はジャナラリターを停止させ、自治政府は亡命した。フランスに亡命していたクンパンチは、ゲシュタポに逮捕されてスペインへ送還された。彼は合法でない軍事裁判にかけられて死刑を宣告され、1940年10月15日、バルセロナのムンジュイック城で銃殺された。

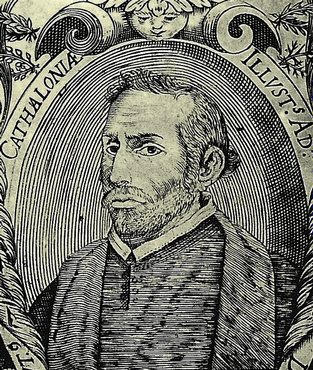
パウ・クラリス
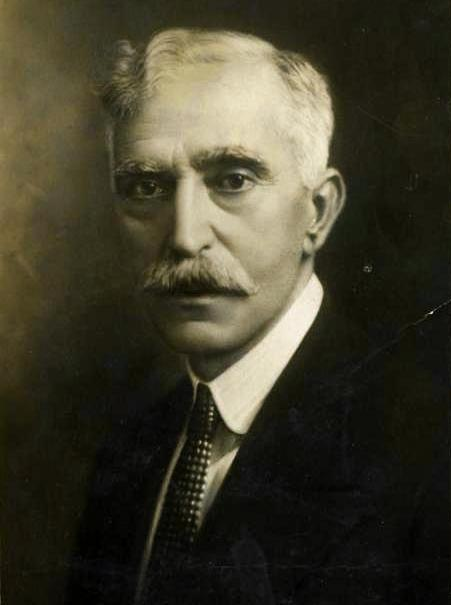
フランセスク・マシアー
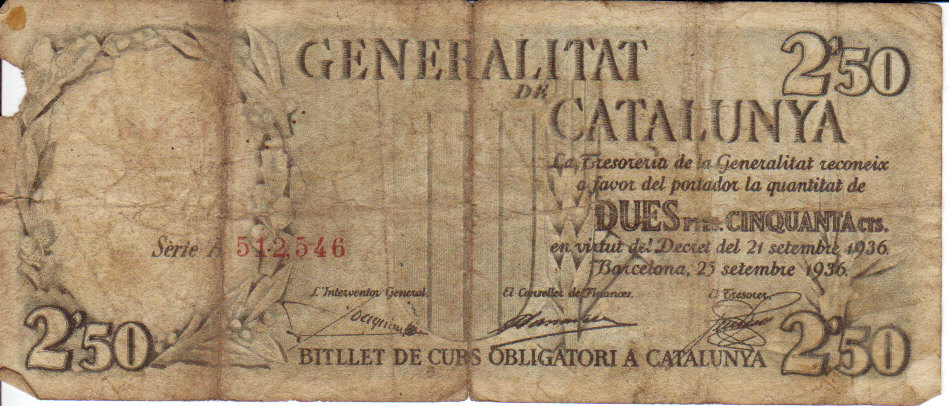
1936年にカタルーニャ州政府が発行した紙幣

## 21世紀
2010年代に入りカタルーニャ自治州において独立を求める声が高まり、2014年11月9日の独立住民投票で賛成多数となり、2015年9月27日に投開票された自治州議会選挙でも独立賛成派が過半数を獲得。同年11月9日にカタルーニャ州議会は18ヶ月以内に独立するというカタルーニャ独立手続き開始宣言を採択した。2017年10月1日の独立住民投票で賛成多数となったことを踏まえて同年10月10日、カルラス・プッチダモン州首相らが独立宣言に署名した。ただし、スペイン中央政府との対話を模索するため独立宣言は即時凍結され、保留状態となった。
その後、スペイン中央政府がスペイン憲法155条で規定されている自治権停止措置を発動する方針を決定したため、10月27日に自治州議会は独立宣言を賛成多数で可決した。これを受け、中央政府は議会上院の承認を経て自治権停止措置の発動に踏み切り、プッチダモン首相やウリオル・ジュンケラス副首相、ジョルディ・トゥールル報道官ら州政府幹部および独立宣言を可決したカルマ・フルカデイ州議会議長らの解任と、ソラヤ・サエンス・デ・サンタマリーア中央政府副首相を州首相の職務代行に充てるなどの直接統治に乗り出し、国家反逆罪や扇動罪でプッチダモンを起訴した。プッチダモンは10月30日にベルギーに出国し、10月31日、スペイン高等裁判所は独立宣言の無効を宣言した。12月21日に投開票が行われた自治州議会選挙では独立派が過半数を占める勢いとなったことから、プッチダモンがベルギーより「カタルーニャ共和国が王国を破った」と勝利宣言を行った。